# Odontocera triliturata
Odontocera triliturata är en skalbaggsart som beskrevs av Bates 1870. Odontocera triliturata ingår i släktet Odontocera och familjen långhorningar. Inga underarter finns listade i Catalogue of Life.